# Жарнов (Кошице-околина)
Жарнов (слч. Žarnov) насељено је мјесто са административним статусом сеоске општине (слч. obec) у округу Кошице-околина, у Кошичком крају, Словачка Република.

## Становништво
| Година:    | 1994. | 2004.    | 2014.   | 2024.   |
| ---------- | ----- | -------- | ------- | ------- |
| Број људи: | 364   | 419      | 417     | 451     |
| Разлика:   |       | +15,10 % | -0,47 % | +8,15 % |

| Година:    | 2023. | 2024.   |
| ---------- | ----- | ------- |
| Број људи: | 453   | 451     |
| Разлика:   |       | -0,44 % |

Према подацима о броју становника из 2011. године насеље је имало 415 становника.